# Asean PGA
De Asean PGA organiseert golftoernooien voor golfprofessionals in Azië.  Van 2008-2010 heette de wedstrijdserie de Mercedes-Benz Tour.
De Asean Golf Tour (AGT) werd in 2007 opgericht en heeft haar kantoor in Singapore, net als de Aziatische PGA Tour. Doel van de AGT is om de Aziatische spelers meer gelegenheid te geven om internationale toernooien te spelen. Per 10 mei 2009 werd de naam veranderd in Asean PGA.
Aan de Tour kunnen spelers deelnemen die lid zijn van de PGA in een van de 10 landen van de ASEAN  (Association of Southeast Asian Nations, Associatie van Zuidoost-Aziatische Naties): Brunei, Cambodje, China, Filipijnen, India, Korea, Laos, Maleisië, Myanmar, Singapore, Thailand en Vietnam. In 2007 stonden er vijf toernooien op het programma, maar de Tour groeit, en de Asean PGA hoopt zo snel mogelijk in ieder land minimaal één toernooi te kunnen organiseren. In 2012 werd een toernooi in Laos toegevoegd.

## Schema

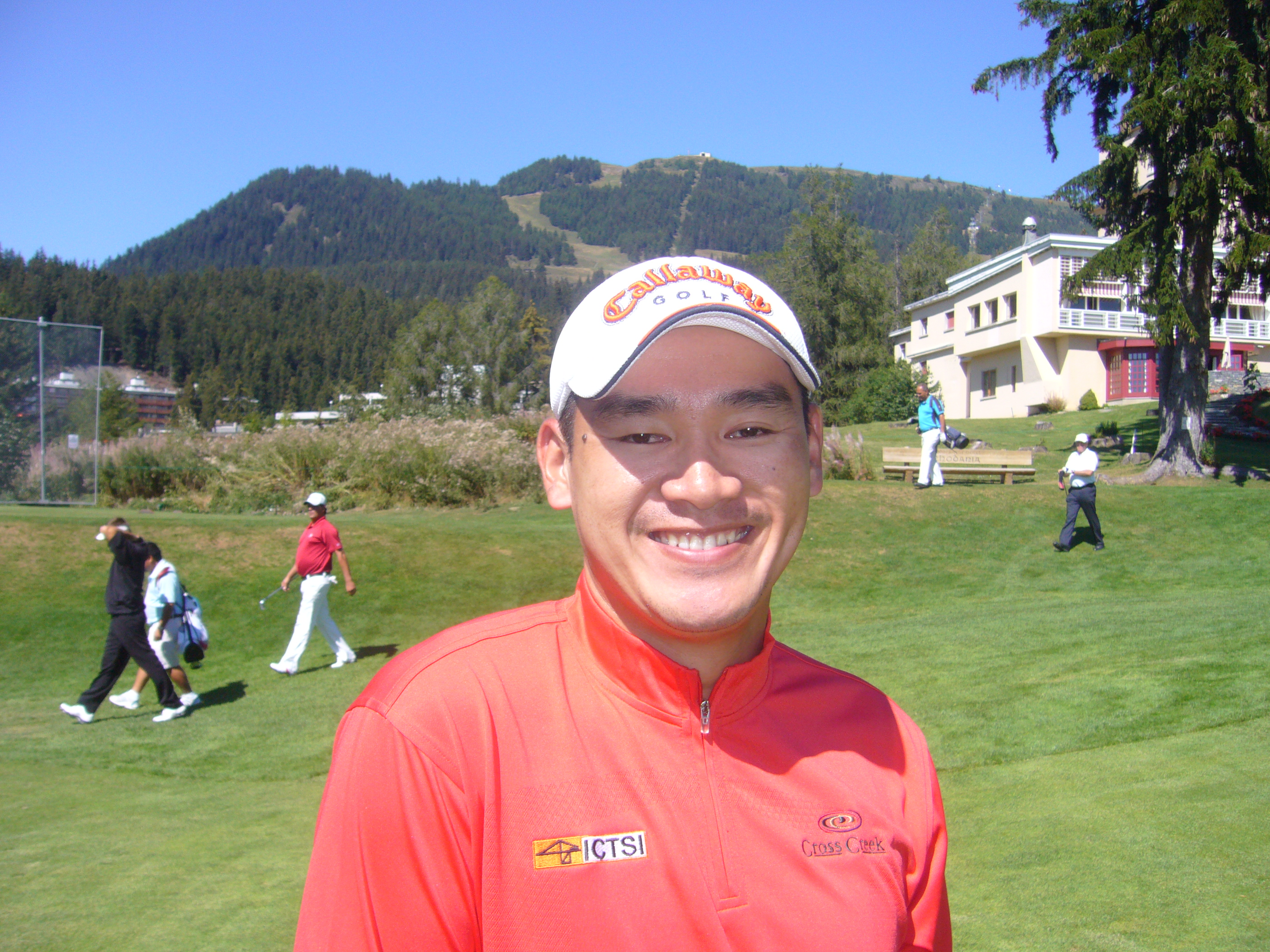
Angelo Que, Filipijnen

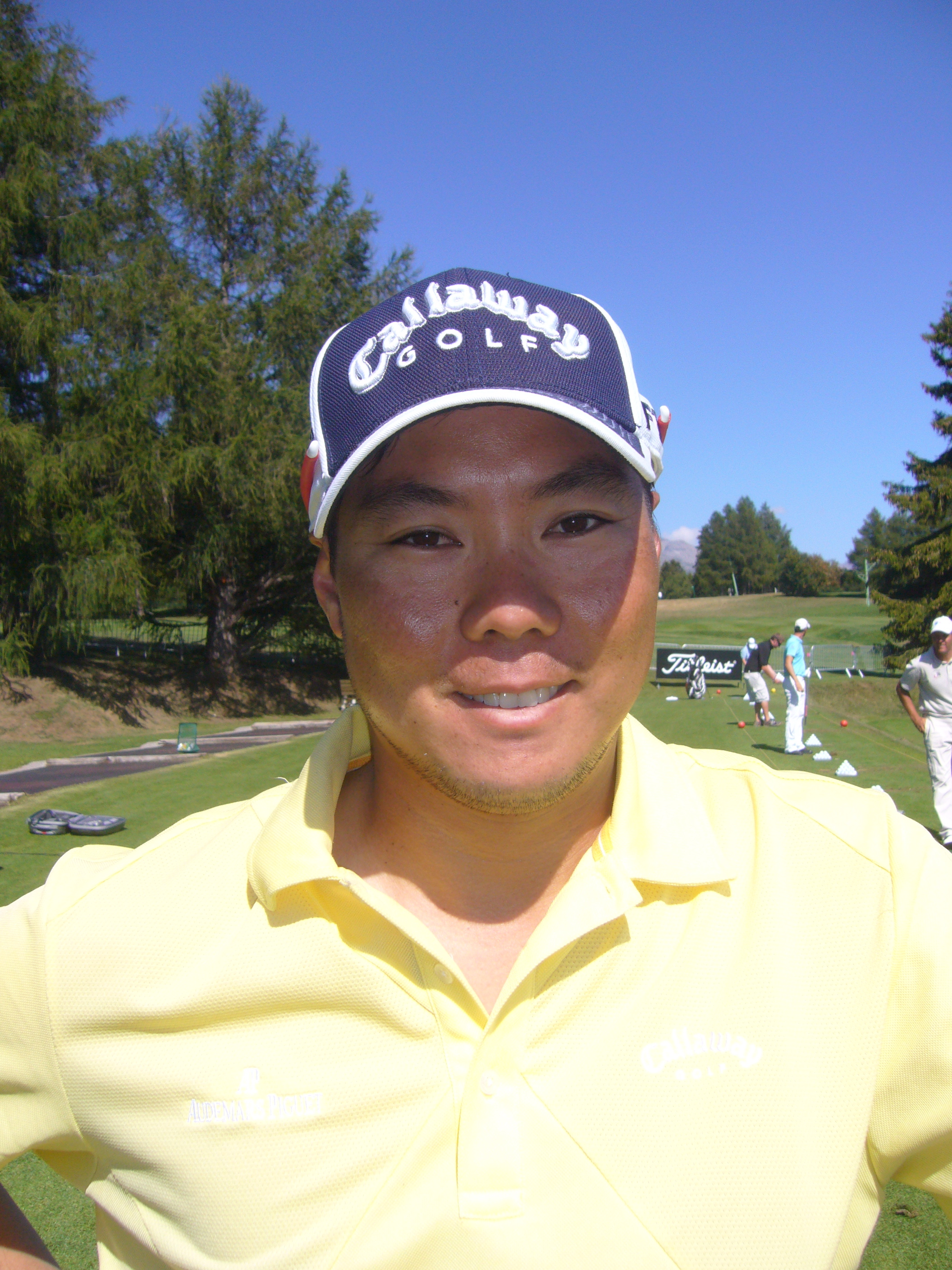
CB Lam, Singapore

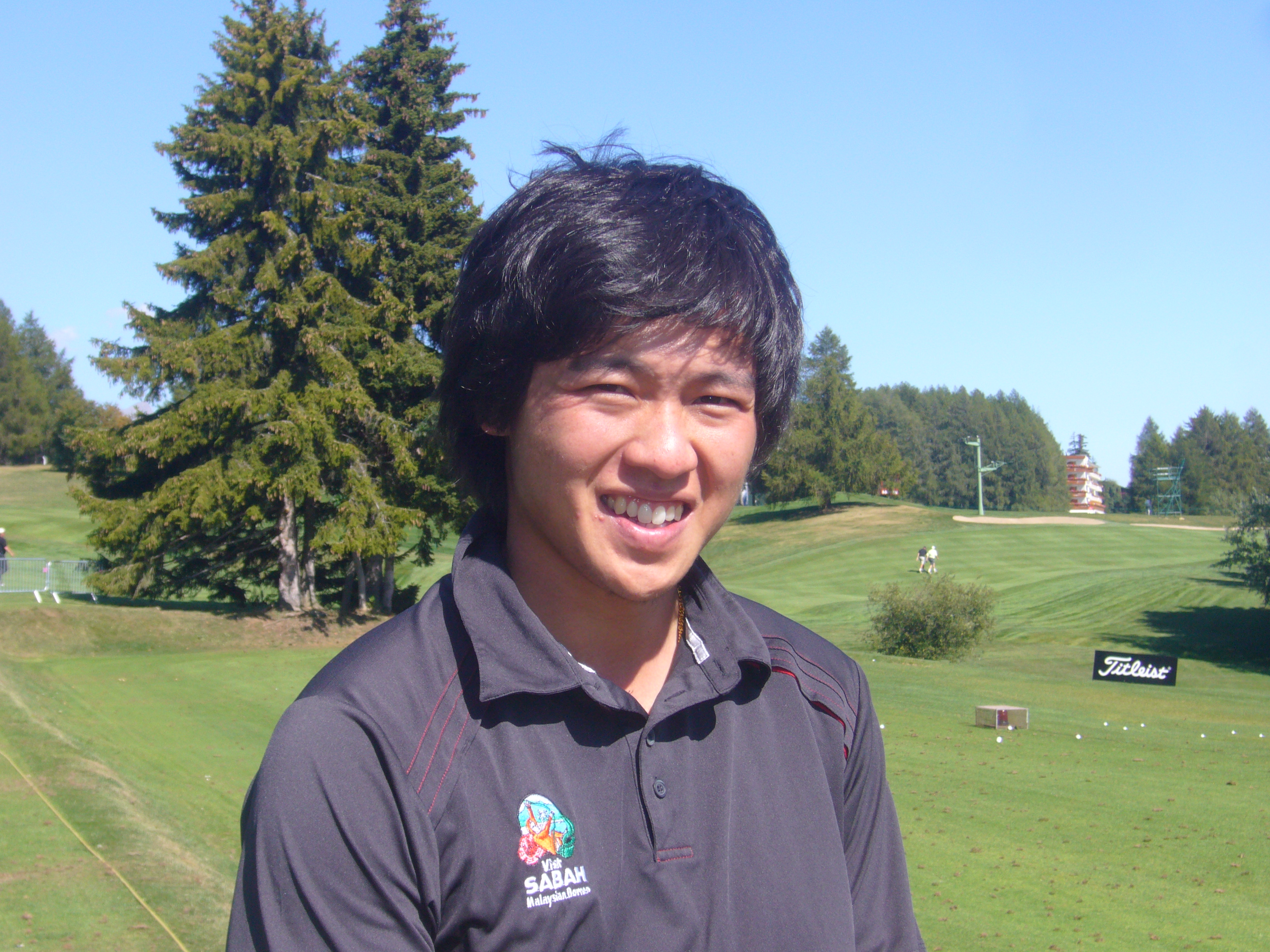
Ben Leong, Maleisië

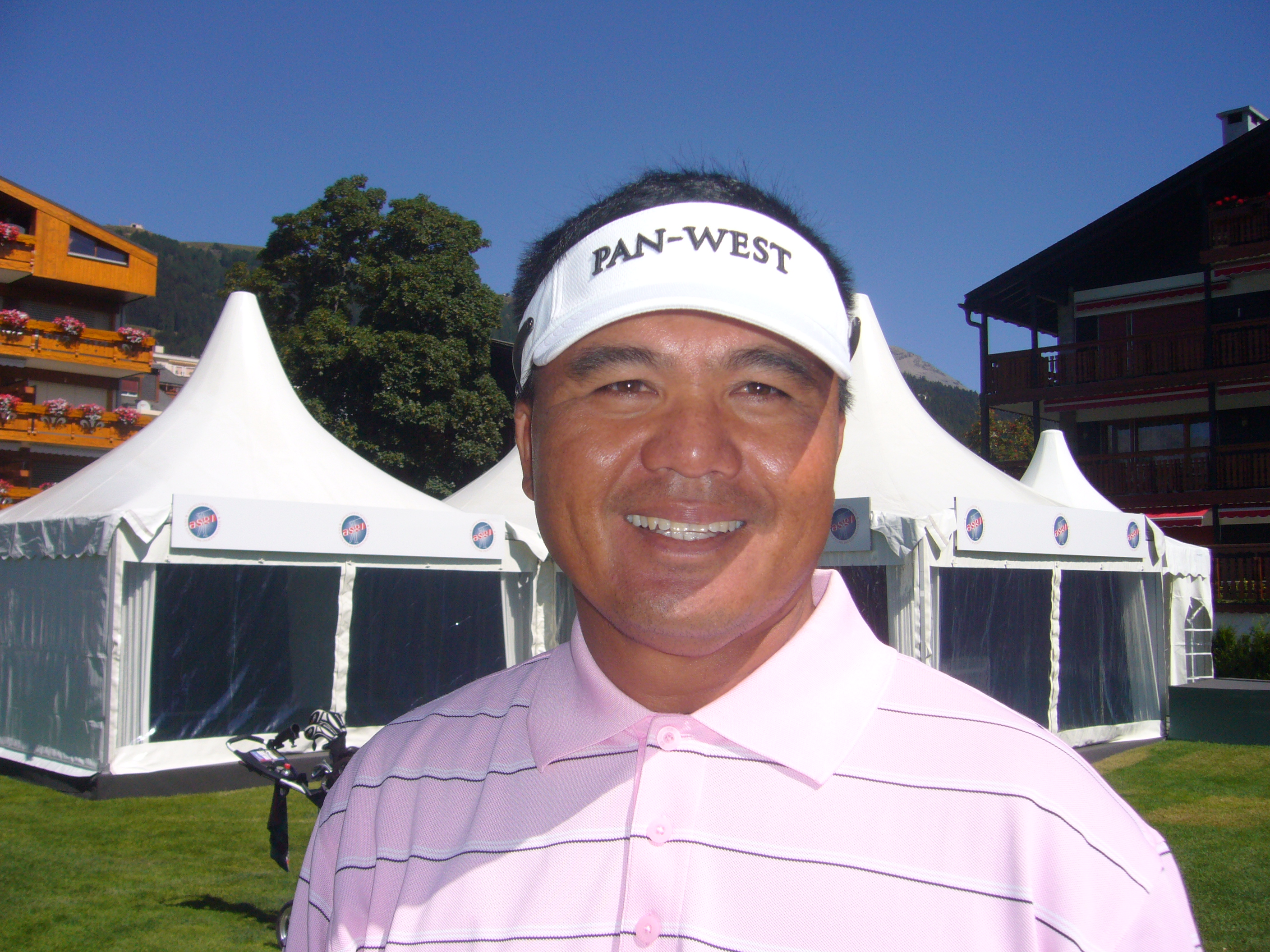
Mardan Mamat, Indonesië

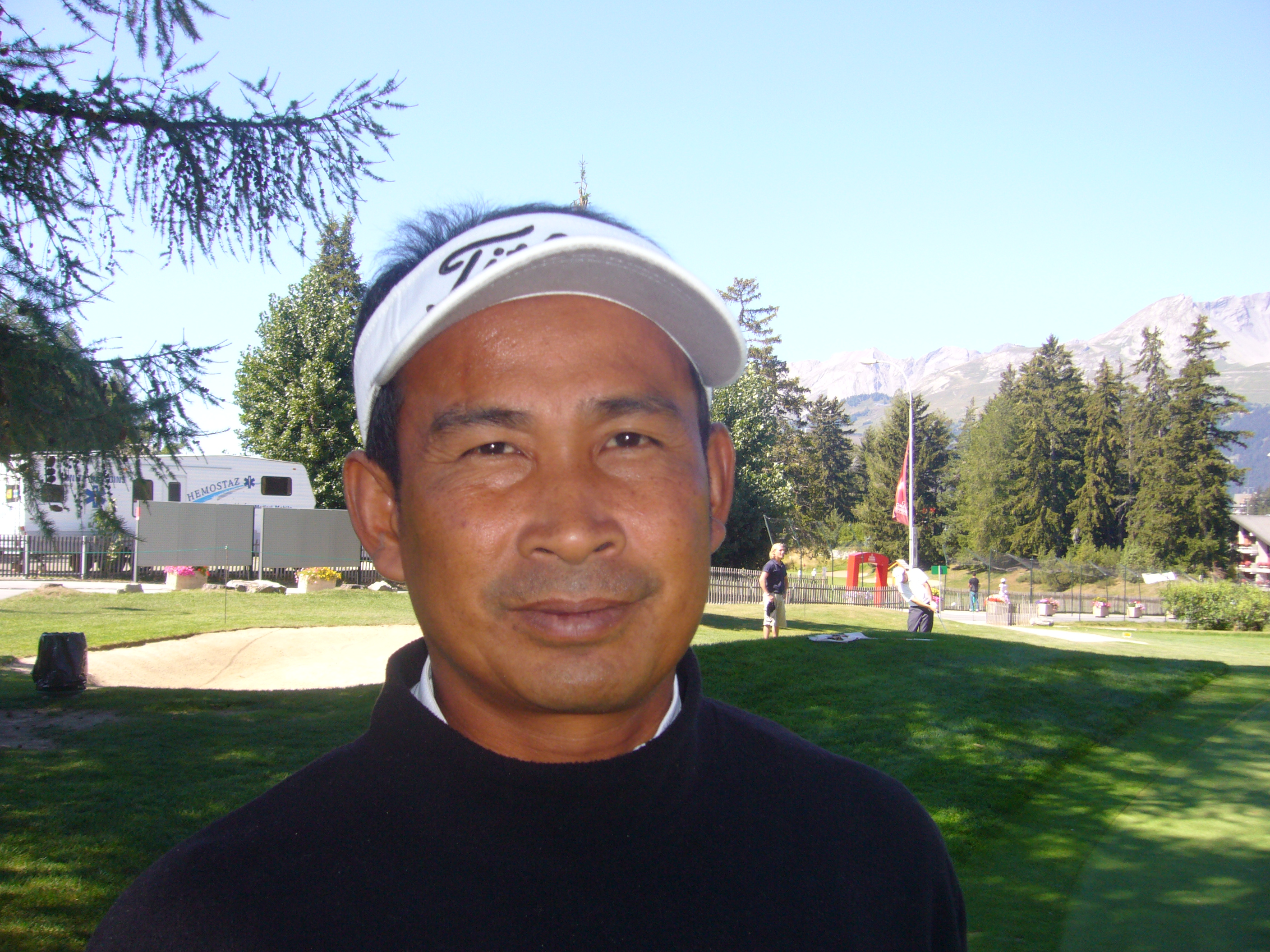
Thaworn Wirantchant, Thailand

| Toernooi                                          | Baan                                            | Prijs US$ | Winnaar                         |
| 2007                                              | 2007                                            | 2007      | 2007                            |
| ------------------------------------------------- | ----------------------------------------------- | --------- | ------------------------------- |
| International Championship presented by Telkomsel | Imperial Klub Golf, Jakarta, Indonesië          | 50,000    | Danny Chia                      |
| Active Mt. Malarayat Championship                 | Mt. Malarayat G&CC, Filipijnen                  | 30,000    | Mars Pucay                      |
| Laguna National ASEAN Championship                | Laguna National G&CC, Singapore                 | 50,000    | Angelo Que                      |
| Mercedes-Benz Championship Vietnam                | Vietnam G&CC, Ho Chi Minh City                  | 50,000    | Mars Pucay                      |
| E-San Open                                        | Victory Park G&CC, Thailand                     | 50,000    | Prayad Marksaeng                |
| 2008                                              |                                                 |           |                                 |
| Mercedes-Benz Masters Indonesia                   | Emeralda G&CC, Indonesië                        | 50,000    | Chih-Bing Lam                   |
| Mercedes-Benz Masters Philippines                 | Tagaytay Midlands GC, Manilla                   | 50,000    | Wisut Artjanawat                |
| ICT SI Mt. Malarayat Championship                 | Mt. Malarayat G&CC, Filipijnen                  | 50,000    | Angelo Que                      |
| Mercedes-Benz Masters Malaysia                    | Saujana G&CC, Kuala Lumpur                      | 50,000    | Ben Leong                       |
| B-ing Championship                                | Pattana Golf & Country Club, Chonburi, Thailand | 50,000    | Felix Casas                     |
| The International Championship                    | Imperial Klub Golf, Indonesië                   | 50,000    | Rory Hie                        |
| Mercedes-Benz Masters Singapore                   | Laguna National G&CC, Singapore                 | 50,000    | Pariya Junhasavasdikul          |
| Mercedes-Benz Masters Vietnam                     | Van Tri Golf Club, Hanoi                        | 50,000    | Wisut Artjanawat                |
| Mercedes-Benz Masters Thailand                    | The Vintage Club, Bangkok                       | 75,000    | Danny Chia                      |
| 2009                                              |                                                 |           |                                 |
| Mercedes-Benz Masters Singapore                   | Laguna National G&CC, Singapore                 | 60,000    | Mardan Mamat                    |
| Singha Pattaya Open                               | Burapha Golf Club                               | 50,000    | Kiradech Aphibarnrat            |
| ICT SI Mt. Malarayat Championship                 | Mt. Malarayat G&CC, Filipijnen                  | 50,000    | Angelo Que                      |
| Heritage Melaka Classic                           | Tiara Melaka G&CC                               | 50,000    | Thaworn Wiratchant              |
| Mercedes-Benz Masters Malaysia                    | Saujana G&CC, Maleisië                          | 60,000    | Lu Chien-soon                   |
| B-ing Championship                                | Bangpra GC, Thailand                            | 50,000    | Namchok Tantipokhakul           |
| Mercedes-Benz Masters Indonesia                   | Emeralda G&CC, Indonesië                        | 60,000    | Kwanchai Tannin                 |
| Mercedes-Benz Masters Vietnam                     | Kings' Island GC, Hanoi                         | 80,000    | Namchok Tantipokhakul           |
| 2010                                              |                                                 |           |                                 |
| Mercedes-Benz Masters Philippines                 | Manila Southwoods GCC                           |           | Artemio Murakami (-13)          |
| Kariza Indonesia Championship                     | Gading Raya Golf Club                           |           | Thanyakon Khrongpha po (-14)    |
| Mercedes-Benz Masters Thailand                    | Laguna Phuket Golf Club                         |           | Juvic Pagunsan (-19)            |
| ICT SI Mount Malarayat Championship               | Mount Malarayat GCC                             |           | Chawalit Plaphol (-22)          |
| Mercedes-Benz Masters Singapore                   | Laguna National GCC                             |           | Chawalit Plaphol (-17)          |
| Mercedes-Benz Masters Malaysia                    | Kota Permai GCC                                 |           | Mardan Mamat po (-13)           |
| Mercedes-Benz Masters Vietnam                     | Song Be Golf Resort                             |           | Nicholas Fung (?)               |
| Mercedes-Benz Masters Indonesia                   | Emeralda Golf Club                              | 80.000    | Atthaphon Prathummanee po (-15) |
| 2011                                              |                                                 |           |                                 |
| Singha Pattaya Open                               | Burapha Golf Club                               | 50.000    | Prom Meesawat (-20)             |
| ICTSI Mt. Malarayat Championship                  | Mount Malarayat GCC                             | 50.000    | Thanyakon Khrongpha (-15)       |
| Singha Esan Open                                  | Singha Park Golf Club                           | 50.000    | Udorn Duangdecha (-18)          |
| Negeri Sembilan Masters Invitational              | Seremban International G.C                      | 160.000   | Siddikur Rahman (-17)           |
| Bali Heritage                                     | Nusa Dua G&CC                                   | 75.000    |                                 |
| Ancora Classic                                    | Emerald Golf Club Bogor, Indonesië              | 50.000    | Ferdie Aunzo (-14)              |
| Lombok Heritage                                   | GEC Rinjani Golf                                | 75.000    |                                 |
| Malaysia                                          |                                                 | 100.000   |                                 |
| Jakarta Heritage                                  |                                                 | 75.000    |                                 |
| 2012                                              |                                                 |           |                                 |
| Heritage Classic                                  | Harbour Town                                    |           |                                 |
| Luang Prabang Laos Open                           |                                                 |           |                                 |

## Order of Merit
- 2007:  Mars Pucay
- 2008:  Angelo Que
- 2009:  Namchok Tantipokhakul

## Speler van het Jaar
- 2009:  Namchok Tantipokhakul

## Baanrecord
- 2008: Emeralda Golf & Country Club, Nakul Vichitryuthasastr maakt een ronde van 66